# Panama (Iowa)
Panama is een plaats (city) in de Amerikaanse staat Iowa, en valt bestuurlijk gezien onder Shelby County.

## Demografie
Bij de volkstelling in 2000 werd het aantal inwoners vastgesteld op 212. In 2006 is het aantal inwoners door het United States Census Bureau geschat op 195, een daling van 17 (-8,0%).

## Geografie
Volgens het United States Census Bureau beslaat de plaats een oppervlakte van 0,7 km², geheel bestaande uit land. Panama ligt op ongeveer 386 m boven zeeniveau.

## Plaatsen in de nabije omgeving
De onderstaande figuur toont nabijgelegen plaatsen in een straal van 16 km rond Panama.